# Sidi Hajjaj Oulad Mrah
Sidi Hajjaj Oulad Mrah (en arabe : سيدي حجاج أولاد امراح) est une ville du Maroc. Elle est située dans la région de Casablanca-Settat. La Commune des Ouled Mrah est une proportion (à la suite du découpage de 1992) de la tribu des ouled Mrah, qui était composé de la commune rurale sidi Hajjaj, la commune rurale Mniaa. Elle est située à 45 km au Nord-Est de la ville de Settat.